# بيت عوض صالح لبايض (الوضيع)

تعديل مصدري - تعديل

بيت عوض صالح لبايض هي إحدى قرى عزلة  الوضيع بمديرية الوضيع التابعة لمحافظة أبين، بلغ تعداد سكانها 61 نسمة حسب تعداد اليمن لعام 2004.